# ویلبراهام (حوزه سرشماری)، ماساچوست

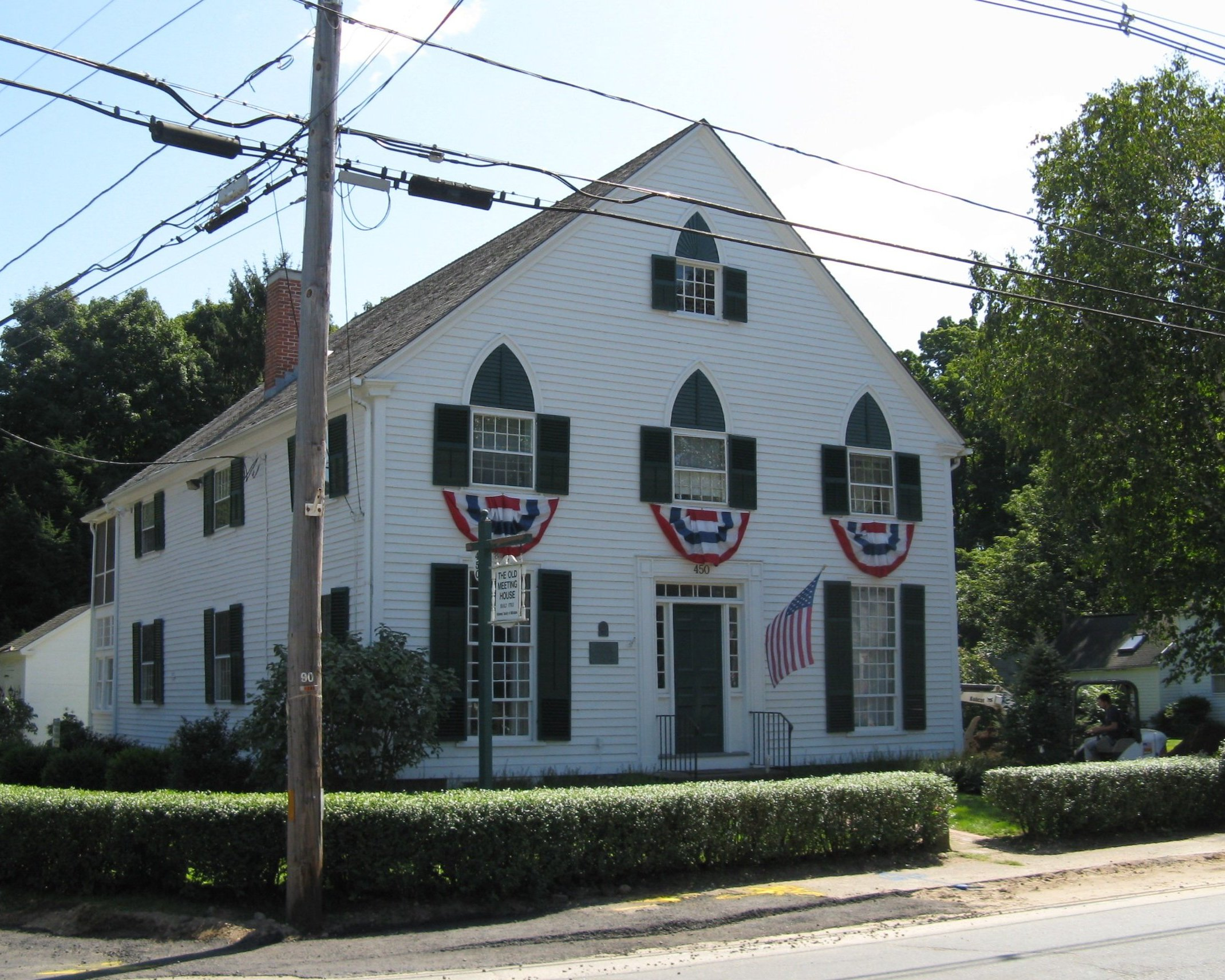
خانه قدیمی، ویلبراهام ماساچوست

ویلبراهام (به انگلیسی: Wilbraham) یک منطقهٔ مسکونی در ایالات متحده آمریکا است که در شهرستان همپدن، ماساچوست واقع شده‌است. ویلبراهام ۱۴٫۶۵ کیلومتر مربع مساحت و ۳٬۹۱۵ نفر جمعیت دارد و ۸۵ متر بالاتر از سطح دریا واقع شده‌است.